# Чавунний посуд
Чаву́нний по́суд — посуд, що його виготовляють з чавуну. Використовується головним чином для смажіння і тушіння. Випускається з чистого чавуну без покриття і з покриттям склоемаллю.
З чавуну виготовляють чавунці, сковорідки, казани, баняки, качатниці, кокотниці, тецубіни тощо.

## Історія
Кухонний чавунний посуд виготовлявся на багатьох підприємствах СРСР. На початку 1980-х років в СРСР налічувалося 8 міністерств-виготовлювачів, на підприємствах яких було організовано виробництво чавунного посуду, з них в Українській РСР було 3 таких міністерства.

## Виробництво
Для виробництва чавунного посуду використовується ливарний чавун. За технологією, що склалася до середини 20 століття, чавунний посуд виливався у вогкі форми, що їх виготовляли з формової суміші (за старою термінологією — формової землі) — переважно дрібного піску з домішкою глини (20 %) та інколи кам'яновугільного пилу (5 %) — в опоках за спеціальними металевими моделями. Литво, що його перетримали у формі, під впливом вологи у формовій суміші починає іржавіти. Шар іржи може проникнути настільки глибоко, що в подальшому виливок важко відчистити. Після вибивки лиття відбивають ливники і сталевими щітками чистять виливок від формової суміші. Потім поверхня виливок чиститься на шротовоструменевому апараті і наждачними кругами.
Приблизно з кінця 1950-х років стали використовувати досконалішу технологію: форми почали виготовляти на пневматичних формувальних машинах, а лиття вести у металеві форми (коколі).
Очищене й підготовлене до емалювання литво проходить перевірку контролером відділу технічного контролю. Якщо на чавунні виливки потрапляли краплі масла, наприклад, змазки підшипників наждачних верстатів, їх обпалюють у муфельній печі за температури 600—650 °C і потім повторно зачищають на шротоструменевому апараті. Після цього перед нанесенням ґрунту виливки промивають у одновідсотковому гарячому розчинові соди. Після підготовки виріб піддають емалюванню.
Вироби покривають ґрунтівкою, обпалюють. Після випалення заґрунтовані вироби остигають, потім їх доставляють у спеціальне відділення для покриття емальовим шлікером. Чавунний посуд зазвичай покривається емаллю один раз, при потребі — ще й другим тонким шаром. Після кожного покриття шлікером вироби просушують і потім обпалюють у муфельних печах за температури 780—800 °C.

## Чавунний посуд без захисного покриття

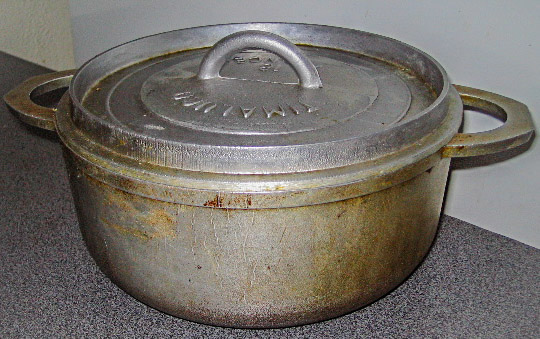
Чавунний посуд. Франція.

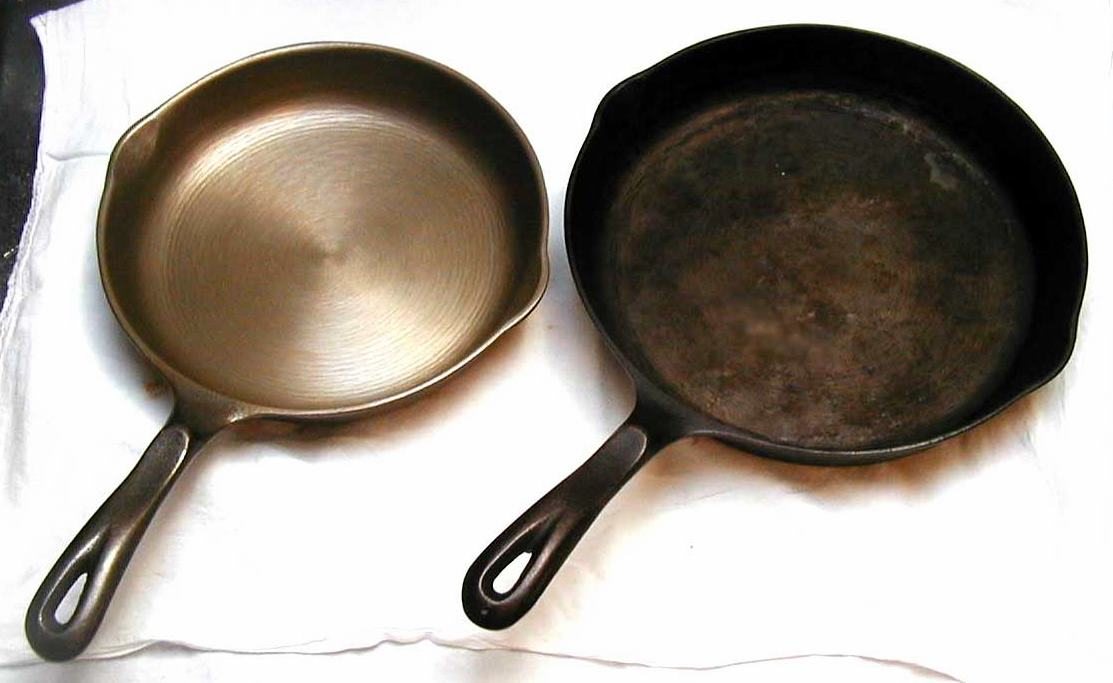
Чавунні сковорідки.

Чавунний чорний посуд має шорстку поверхню і вимагає уважного догляду, інакше на ньому починається корозія, яка псує смак і колір страв. Щоб запобігти корозії чавунні казанки протирають оливковою олією (втім, існує думка, що лляна або конопляна олії, тобто такі, що висихають і полімеризуються, підходять для цього краще).

## Вплив на здоров'я
Дослідження Американської дієтичної асоціації (англ. American Dietetic Association) показали, що під час приготування їжі у чавунному посуді, з посуду в їжу може переходити значна кількість заліза. Результати експериментів були опубліковані у «Журналі Американської дієтичної асоціації» (липень 1986). Кількість поглиненого їжею заліза сильно варіюється залежно від виду їжі, її кислотності, вмісту води, тривалості приготування та віку посуду. Кислі продукти, такі як яблучне пюре та соус для спагеті, поглинули при експерименті найбільше заліза. На 100 г яблучного пюре збільшився вміст заліза з 0,35 мг до 7,3 мг, а на кожні 100 г соусу для спагеті збільшився з 0,61 мг до 5,77 мг заліза (збільшилося на 945 %, або у 9,45 разів), в той час як вміст заліза в інших продуктах зріс в меншій мірі; наприклад, залізо в кукурудзяному хлібі зросло на 28 %, або у 1,28 раза — з 0,67 до 0,86 мг на 100 г продукту. Було також виявлено, що страви, приготовані на новій чавунній сковороді, поглинають більше заліза, ніж ті, що приготовлені у старішій. Їжа, яка перемішувалася під час експериментального готування, поглинала більшу кількість заліза, ймовірно, тому, що вона більшим об'ємом контактувала з залізною поверхнею посуду. Гамбургер, кукурудзяні коржі, кукурудзяний хліб та печінка з цибулею не вбирали стільки багато заліза як інші. Це, мабуть, було пов'язано із скороченням часу приготування, а також тим, що вони або переверталися один раз, або зовсім не переверталися, що призводило до меншого контакту з чавуном. Вважається, що хворі на анемію та ті, хто має дефіцит заліза, можуть отримати користь від цього ефекту Люди з гемохроматозом (перенасичення залізом) повинні уникати використання чавунного посуду через ефект переходу заліза в їжу.

## Чавунний емальований посуд

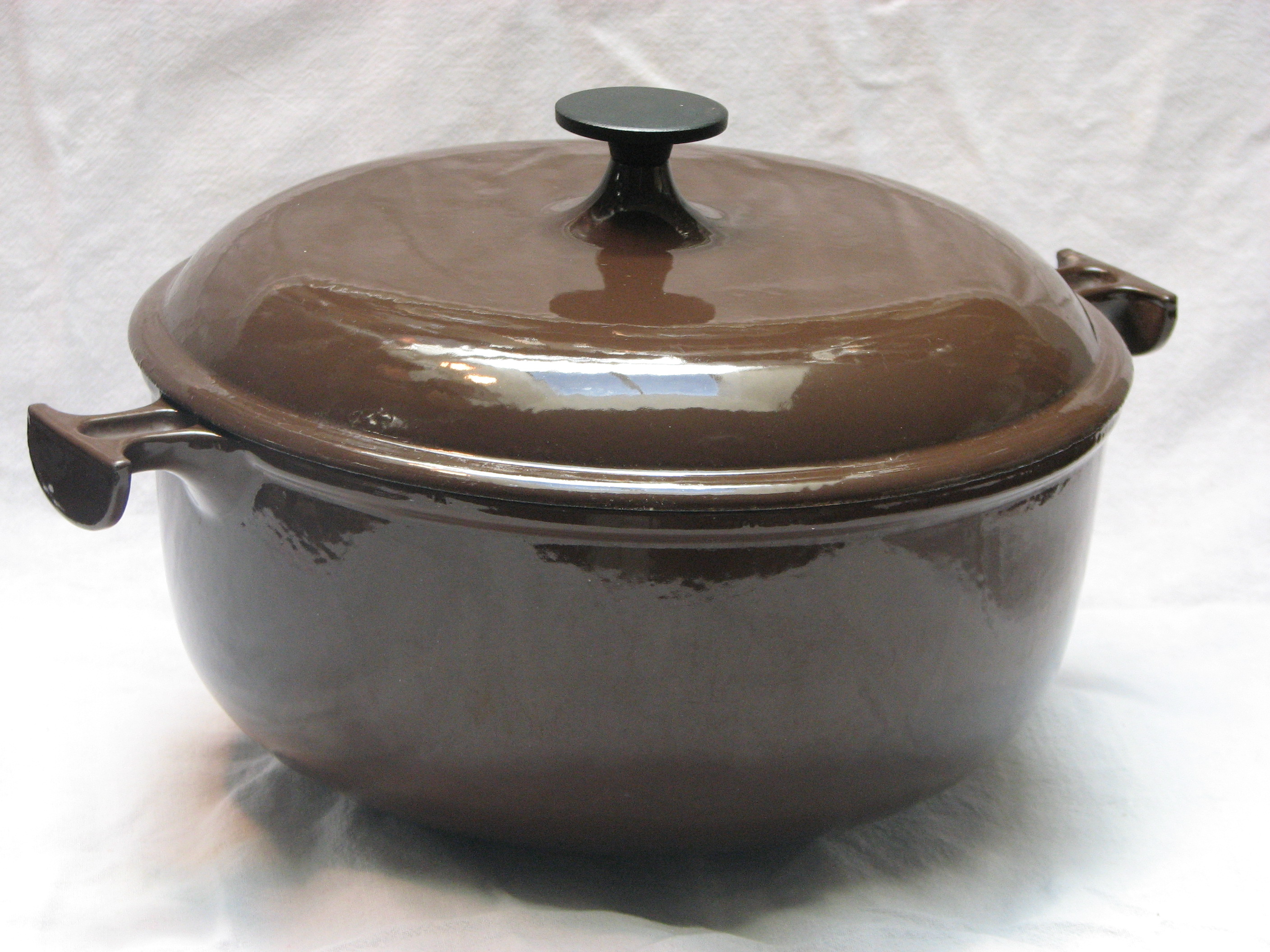
Емальований чавунний казанець з кришкою виробництва компанії «Ле-Крезе» (Франція).

Чавунний емальований посуд стійкий до дії органічних кислот, солей, мила, лужних речовин. Посуд з пошкодженою емаллю використовувати для приготування їжі не рекомендується. Чистять і миють чавунний емальований посуд звичайним способом.
Найкращим виробником чавунного емальованого посуду у Західній Європі вважають французьку фірму «Ле-Крезе». Кожен виріб відливається в індивідуальну форму, а потім обробляється вручну. Це дає змогу уникнути навіть найменших ушкоджень. Головний «секрет фірми» — емалі. Вони виготовлені на скляній основі, практично не бояться ударів та подряпин. На посуд наносять два шари емалі. Прозорий — для захисту від іржавіння, а кольоровий — блакитний, білий, вишневий чи зелений — для краси.

## Виноски
1. 1 2 3  Мяловицький, А. В. Культура побуту — сила нації: Книга корисних порад: Довідк. вид. / А. В. Мяловицький, Г. А. Оганян. — К. : Україна, 2001. — 352 с. — С. 109.
2. 1 2 3 4  Савченко, В. И. Технология эмалирования и оборудование эмалировочных цехов: учеб. для техникумов / В. И. Савченко ; под ред. Л. Д. Свирского. Харьков: Металлургиздат, 1961. 388 с. : ил. — С. 129. (рос.)
3. ↑  Економіка радянської України. 1983. — С. 14.
4. ↑  Локшин В. Я. Технология эмалирования металлических изделий. — Москва, 1951. — 346 с. — С. 286. (англ.)
5. 1 2  О. Керусенко (12 вересня 2006). Чавунний посуд повертається. gazeta.ua. Процитовано 17 листопада 2019.
6. ↑  Iron and Carcinogens in Cast Iron. whatscookingamerica.net. What’s Cooking America Privacy by Linda Stradley. Архів оригіналу за 13 серпня 2020. Процитовано 17 листопада 2019. (англ.)
7. ↑  Geerligs, PD; Brabin, BJ (August 2003). «Food prepared in iron cooking pots as an intervention for reducing iron deficiency anemia in developing countries: a systematic review». Journal of Human Nutrition and Dietetics. 16 (4): 275—281. doi: https://doi.org/10.1046/j.1365-277X.2003.00447.x (англ.)
8. ↑  Patel, Kamal (8 червня 2016). Are cast iron pans unsafe?. examine.com. Архів оригіналу за 6 квітня 2020. Процитовано 17 листопада 2019. (англ.)